# Leo Tindemans

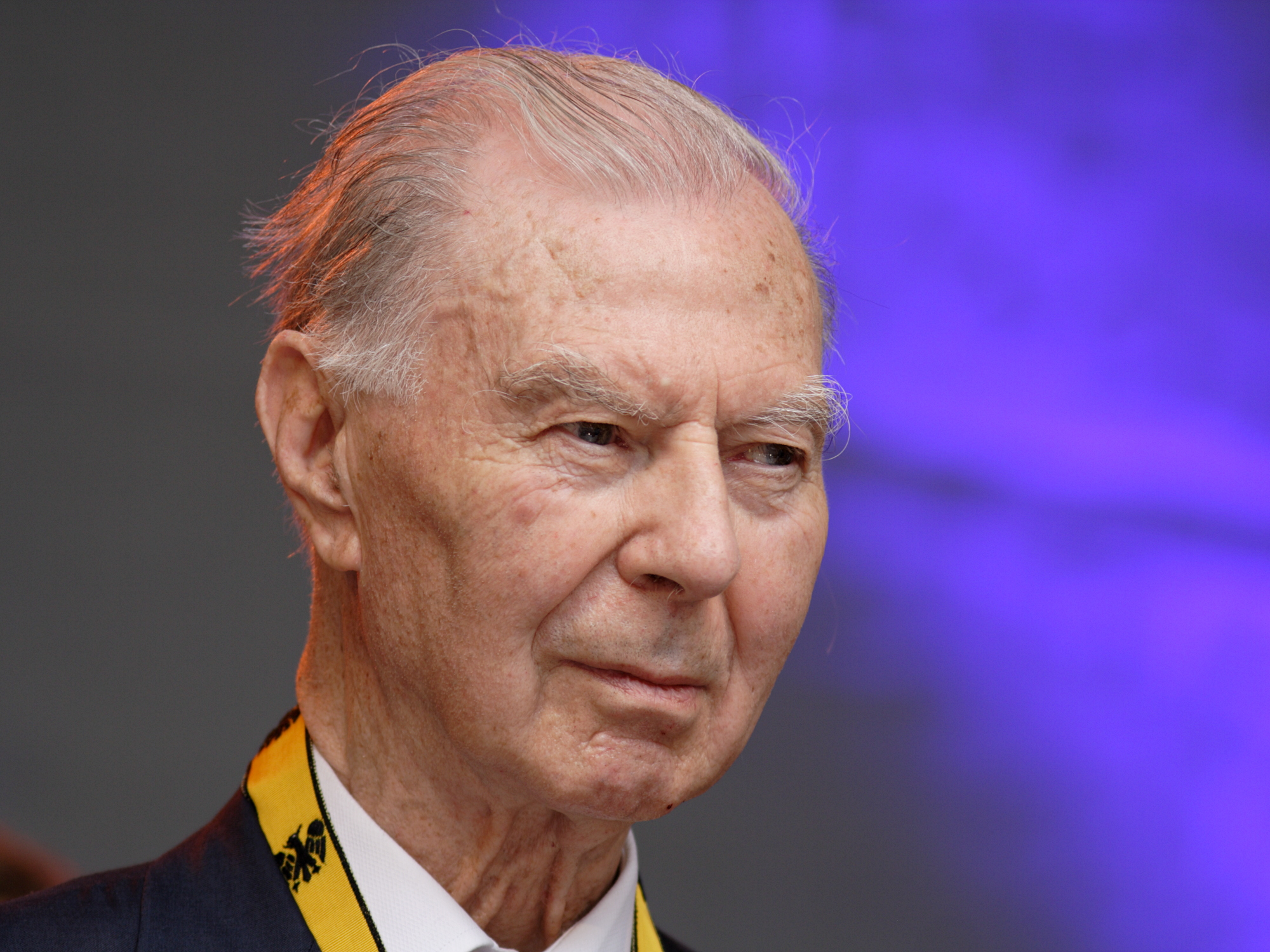
Leo Tindemans (2006)

Leonard Clemence „Leo“ Tindemans anhörenⓘ (* 16. April 1922 in Zwijndrecht, Provinz Antwerpen; † 26. Dezember 2014 in Edegem, Provinz Antwerpen) war ein belgischer Politiker. Vom 25. April 1974 bis zum 20. Oktober 1978 amtierte er als Premierminister.

## Leben
Er studierte zunächst an der Sankt-Ignatius-Handelshochschule in Antwerpen, dann nach dem Ende des Zweiten Weltkrieges Ökonomie an der Universität Gent. Später lehrte er an der Katholieke Universiteit Leuven.
Von 1965 bis 1973 war er Bürgermeister von Edegem. Parallel dazu war er von 1968 bis 1972 Minister für die Beziehungen zwischen den Gemeinschaften und 1972 bis 1973 Minister für Landwirtschaft und Kleinunternehmen in den Regierungen von Gaston Eyskens. 1973 bis 1974 war er Vizepremier unter Premierminister Edmond Leburton und zugleich für den Staatshaushalt zuständig. Als dessen Nachfolger war er von 1974 bis 1978 Premierminister.
Als am 8. Juli 1976 die Europäische Volkspartei gegründet wurde, wurde er zum ersten Präsidenten gewählt. Im selben Jahr erhielt er den Karlspreis. Er beschwor die „Schicksalsgemeinschaft Europa“ als die „stärkste Wirtschaftsmacht“ der Welt. Am 7. Oktober 1980 wurde Tindemans als Vorsitzender der EVP wiedergewählt. Von 1979 bis 1981 und 1989 bis 1999 gehörte er dem Europäischen Parlament an. Dazwischen war er von 1981 bis 1989 belgischer Außenminister in den Regierungen von Wilfried Martens.

## Ehrungen
- 1976: Karlspreis der Stadt Aachen am 27. Mai 1976
- 1977: St.-Liborius-Medaille für Einheit und Frieden des Erzbistums Paderborn
- 1978: Europäischer Karlspreis der Sudetendeutschen Landsmannschaft
- 1980: Robert-Schuman-Preis
- 1993: Europäischer Handwerkspreis[2]
- 1994: Heinrich-Brauns-Preis

## Veröffentlichungen (Auswahl)
- De memoires. Gedreven door een overtuiging. Lannoo, Tielt 2003, ISBN 90-209-4994-2
- Een politiek testament. Mijn plaats in de tijd – Dagboek van een minister. Lannoo, Tielt 2009, ISBN 978-90-209-7377-8